# تاج دیواری

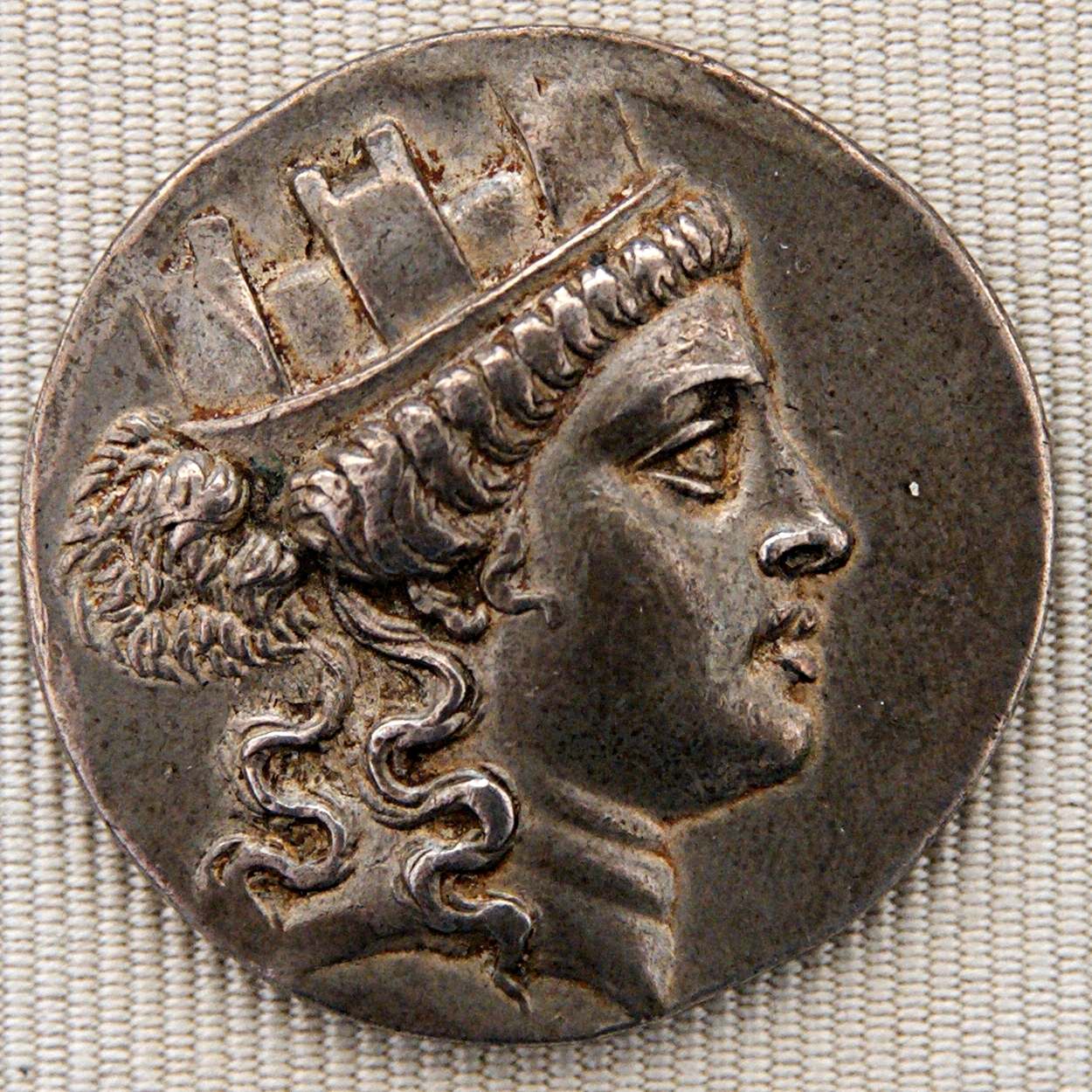
تاج دیواری بر روی سر الهه شهر (چهاردراخم نقره ای تترادراخما صادر شده توسط سمورنا، ۱۶۰–۱۵۰ قبل از میلاد)

تاج دیواری (لاتین: corona muralis) یک تاج یا سرپیچ است که نمایانگر دیوار دفاعی، برج دیوار یا قلعه‌ها و استحکامات است. در اروپای دوران باستان
این نمادی از خدایان سرپرستی بود که از یک شهر مراقبت می‌کردند و در میان روم باستان یک نشان نظامی بود.